# Međunarodna zračna luka Krasnodar
Međunarodna zračna luka Krasnodar (također poznata kao Paškovski) nazvana po Katarini II. (IATA: KRR, ICAO: URKK) međunarodna je zračna luka saveznog značaja u Krasnodaru u Rusiji. Smješten na istočnom rubu Krasnodara koji se zove Paškovski, 12 km od njegovog središta.
Službeni naziv zračne luke je „Međunarodna zračna luka Krasnodar nazvana po Katarini II.”. Operater zračne luke je „Aerodinamika”. To je druga najveća zračna luka na jugu Rusije (nakon zračne luke Soči) i zauzima 9. mjesto po putničkom prometu među ruskim zračnim lukama (nakon moskovskih zračnih luka (Šeremetjevo, Domodedovo i Vnukovo), Sankt Peterburga (Pulkovo), zračne luke Soči, Novosibirska (Tolmačevo), zračne luke Simferopol i Jekaterinburga (Kolcovo). 
Područje Krasnodarskog kraja koje opslužuje zračna luka dom je 5,8 milijuna ljudi. Planiranje za novi terminal zračne luke je u tijeku. Od 24. veljače 2022. do danas zračna luka je zatvorena za civilne zrakoplove zbog Ruske invazije na Ukrajinu.